# TOP 09
TOP 09是捷克財政保守主義政黨，支持自由市場與歐盟，並反對民粹主義。目前該黨在捷克眾議院擁有14席。現任黨魁為馬克塔·佩卡洛娃·阿達莫娃 。
该党的名称来源于捷克语“Tradice Odpovědnost Prosperita”（传统、责任、繁荣）的缩写。
2009年6月11日，脫離基督教民主聯盟-捷克斯洛伐克人民黨的親自由市場者米羅斯拉夫·卡盧塞克（Miroslav Kalousek）成立該黨。 卡雷爾·施瓦岑貝格成為首任黨魁。施瓦岑貝格是捷克最受歡迎的政治人物之一。
根據投票意向調查，該黨很快的獲得民眾的支持，成為第二大右派政黨（僅次於公民民主黨）。 2010年捷克大選，該黨拿下16.70%的選票，在右派政黨中僅次於20.22%的公民民主黨。
TOP 09目前與公民民主黨、基民盟-人民党組成執政聯盟。
2010年9月，傳統、責任、繁榮黨申請加入歐洲人民黨。卡雷爾·施瓦岑貝格已參加兩次歐洲人民黨高峰會（2010年9月15日和12月16日）。2011年2月10日正式獲准加入人民黨。

## 外部連結
- 官方網站（页面存档备份，存于）